# Han Chengdi
Han Chengdi (né en 51 av. J.-C. et mort le 17 avril 7 av. J.-C.) était un empereur de la dynastie des Han.  Il régna de -33 au 17 avril -7.
Sous son règne, l'empire Han a poursuivi son déclin tandis que le clan Wang a continué son emprise sur le pouvoir. Cet empereur mourut après un règne de 26 ans et fut remplacé par son neveu. Il fut enterré à Han Yanling (漢延陵) près de l’actuelle Xianyang au Shaanxi.
Son neveu Liu Xin (劉欣) lui succède sous le nom Han Aidi.